# 大巴萨县
大巴萨县（英文：Grand Bassa County）是西非国家利比里亚中西部的一个县，是构成该国的15个一级行政区之一。该县下辖有8个区，首府布坎南 (英文:Buchanan)。该县面积为7,936平方公里（3,064平方英里）。 截至2008年人口普查，该县人口为224,839人，是利比里亚第五多人口大县。
大巴萨的县长是Janjay Baikpeh。该县西北部与马吉比县接壤，北部与邦县接壤，东部与宁巴县接壤，南部和东部与里弗塞斯县接壤。大巴萨县的西部是大西洋。

## 历史
布坎南港是由利比里亚美瑞矿业公司（LAMCO）建造的，为从宁巴县通过铁路运输的铁矿石出口服务。内战摧毁了LAMCO建造的港口、铁路和镇区。2005年后，LAMCO的设施被安赛乐·米塔尔公司接管，开始逐步重建。曾经熙熙攘攘的港口变成了一个鬼城，直到安赛乐·米塔尔公司的到来以及随之而来的就业前景，布坎南港才得以重新恢复生机。根据2005年与国家政府达成的协议，安赛乐·米塔尔公司将每年向该县提供100万美元用于铁矿石开采，但这些条款在2007年重新修订。

## 大巴萨县名人
- 斯蒂芬·艾伦·本森，利比里亚总统(1856-1864)
- 約瑟夫·詹姆斯·切斯曼（英语：Joseph James Cheeseman），利比里亚总统（1892-1896）。
- 刘易斯·佩尼克·克林顿（英语：Lewis Penick Clinton），巴萨王子和传教士
- 格贝霍恩加尔·芬德利（英语：Gbehzohngar Findley），外交部长（2018年至今）和前参议院副议长（2005-2014）。
- 安东尼·加德纳，利比里亚总统（1878-1883）。
- 乔纳森·兰博特·凯帕伊，参议员（2015年至今）
- 詹姆斯·斯基夫林·史密斯，利比里亚总统（1871-1872）。
- 小詹姆斯·斯基夫林·史密斯，利比里亚副总统（1930-1944）。
- 埃特维达·库珀，和平活动家和大巴萨县县长（2012-2015）。

## 地区
大巴萨县的各区包括（2008年人口）。
- 联邦区(34,270)
- 1号区 (25,180)
- 2号区 (28,469)
- 3号区 (47,721)
- 4号区 (33,180)
- Neekreen区 (32,058)
- 欧文斯格罗夫区 (13,687)
- 圣约翰河区 (10,274)